# آرام‌اس آلبانی (۱۹۰۰)
آرام‌اس آلبانی (۱۹۰۰) (به انگلیسی: RMS Albania (1900)) یک کشتی بود که طول آن ۴۶۱٫۵ فوت (۱۴۰٫۷ متر) بود. این کشتی در سال ۱۹۰۰ ساخته شد.